# Иленуца
Иленуца (рум. Ilenuţa) — село в Фалештском районе Молдавии. Относится к сёлам, не образующим коммуну.

## История
В Молдавской ССР село называлось Еленовка.

## География
Село расположено на высоте 101 метров над уровнем моря.

## Население
По данным переписи населения 2004 года, в селе Иленуца проживает 1574 человека (754 мужчины, 820 женщин).
Этнический состав села:
| Национальность | Число жителей | Процентный состав |
| -------------- | ------------- | ----------------- |
| молдаване      | 1541          | 97.9              |
| румыны         | 16            | 1.02              |
| украинцы       | 11            | 0.7               |
| русские        | 5             | 0.32              |
| болгары        | 1             | 0.06              |
| Всего          | 1574          | 100%              |